# Clair-Nicolas Roget
Clair-Nicolas Roget est un compositeur et gambiste français du XVIIIe siècle.
La seule trace de Clair-Nicolas Roget sont ses deux recueils, de chacun 6 sonates (suites) op. 1 et op. 3, pour deux pardessus de violes (flûtes ou violons), gravées en première édition en 1736 et 1739 avec le privilège du roi chez Le Clerq à Paris, une seconde édition fut gravée en 1765. Un exemplaire des partitions se trouve dans la Bibliothèque nationale de France, département Musique, VM7-6524. 
Une édition facsimile est sortie chez l'éditeur musical Minkoff en 1985.